# Aracana aurita
Espèce
Aracana aurita est une espèce de poissons marins de l'ordre des Tetraodontiformes.